# Endri Muçmata
Endri Muçmata (sinh 21 tháng 6 năm 1996 ở Kukës) là một cầu thủ bóng đá Albania hiện tại thi đấu cho KS Kastrioti ở Giải bóng đá hạng nhất quốc gia Albania.